# Koos Landwehr
Jacobus (Koos) Landwehr (Kampen, 3 augustus 1911 – 20 oktober 1996) was een Nederlands botanisch tekenaar, en op wat bescheidener schaal, botanicus en auteur. Hij had een achtergrond als hovenier en was bekend om zijn fotografisch geheugen. Vanwege zijn extreem goede geheugen, was hij in staat gedetailleerde tekeningen "vanuit het hoofd" te maken. 

## Levensloop
Landwehr werd in Kampen geboren, als zoon van een textielhandelaar, maar verhuisde op vijfjarige leeftijd naar Amstelveen. Hij volgde een hoveniersopleiding en haalde uiteindelijk het diploma tot Tuinbouw-vakonderwijzer. Samen met zijn broer dreef hij een chrysanten- en rozenkwekerij, tot die in 1938 onteigend werd in verband met de aanleg van het Amsterdamse Bos. In 1939 kwam hij in dienst bij de plantsoenendienst van Amstelveen. Daar heeft hij zich vooral toegelegd op aanleggen en beheren van natuurrijke plantsoenen. Een geslaagd voorbeeld van een dergelijk plantsoen was de middenberm van de Beneluxbaan, nu verdwenen, door de aanleg van de sneltrambaan. In 1972 werd de Heimans en Thijsse Prijs aan hem toegekend. 
Landwehr was een uitstekend tekenaar. Zo leverde hij een aantal atlassen af: Bladmossenatlas (1966), Grassenatlas (1974), Atlas Nederlandse Levermossen (1980) en de Nieuwe Atlas Nederlandse Bladmossen (1984). Tevens schreef hij het boek Wilde orchideeën in Europa (1977). Dat werd uitgegeven door Natuurmonumenten na inspanningen van Victor Westhoff. Samen met Cees Sipkes was hij auteur van Wildeplantentuinen. Het voormalig Mauritsplantsoen in Amstelveen heet sinds 1997 Koos Landwehrpark en heeft sinds februari 2012 een monumentale status.
Op grond van zijn bijzondere verdiensten ontving hij op 8 januari 1985 een eredoctoraat van de Universiteit van Amsterdam; zijn promotor was A.D.J. Meeuse.

## Privé
Landwehr was getrouwd met de Belgische Elly Estoppey, met wie hij een zoon en een dochter kreeg. In 1975, na zijn pensionering, is hij in Le Montat in Frankrijk gaan wonen. 
Op 20 oktober 1996 overleed hij aan de gevolgen van een auto-ongeluk de dag daarvoor.
- Bibliothèque nationale de France: cb123057870 (data)
- Author citation (botany): Landwehr
- Stuttgart Database of Scientific Illustrators 1450–1950: 9599
- International Standard Name Identifier: 0000 0000 2347 3362
- Nederlandse Thesaurus van Auteursnamen: 069654492
- Système universitaire de documentation: 031933726
- Virtual International Authority File: 61613034
- WorldCat: E39PBJg8FbWFb3mMBDGyWhqWjC